# 奧里克鎮區 (密蘇里州雷縣)
奧里克鎮區（英語：Orrick Township）是位於美國密蘇里州雷縣的一個行政鎮區。

## 地方資料
奧里克鎮區的面積為112.24平方千米，當中陸地面積為110.09平方千米，而水域面積為2.15平方千米。根據2020年美國人口普查的數據，當地共有人口1257人，而人口密度為每平方千米11.2人。